# NBA Development League Impact Player of the Year Award
L'NBA Development League Impact Player of the Year Award è stato il premio conferito dalla NBA D-League al giocatore con il maggior impatto su una partita.
A differenza degli altri riconoscimenti attribuiti dalla NBA D-League, questo è stato istituito solamente nel 2008. Non viene più assegnato dal 2017.

## Vincitori
| Stagione  | Nazionalità | Giocatore     | Squadra                  |
| --------- | ----------- | ------------- | ------------------------ |
| 2007-2008 | Stati Uniti | Morris Almond | Utah Flash               |
| 2008-2009 | Stati Uniti | Eddie Gill    | Colorado 14ers           |
| 2009-2010 | Stati Uniti | Brian Butch   | Bakersfield Jam          |
| 2010-2011 | Stati Uniti | Jeff Adrien   | Rio Grande Valley Vipers |
| 2011-2012 | Stati Uniti | Eric Dawson   | Austin Toros             |
| 2012-2013 | Stati Uniti | Rasual Butler | Tulsa 66ers              |
| 2013-2014 | Nigeria     | Ike Diogu     | Bakersfield Jam          |
| 2014-2015 | Stati Uniti | Jerel McNeal  | Bakersfield Jam          |
| 2015-2016 | Stati Uniti | Ryan Gomes    | Los Angeles D-Fenders    |
| 2016-2017 | Porto Rico  | John Holland  | Canton Charge            |